# Albert Ruskin Cook
Pour les articles homonymes, voir Cook.
Albert Ruskin Cook, né le 22 mars 1870 à Londres et mort le 23 avril 1951 à Kampala, est un médecin britannique missionnaire en Ouganda, fondateur de Mulago Hospital (en) et Mengo Hospital (en) à Kampala. Avec son épouse Katharine Cook (1863–1938), il a aussi fondé une école de sages-femmes en Ouganda.

## Biographie
Albert Cook est né à Londres dans le quartier de Hampstead. Ses parents étaient le docteur W.H. Cook et Harriet Bickersteth Cook. Il a obtenu un Bachelor of Arts à Trinity College (Cambridge) en 1893 et un Bachelor of Medicine à St Bartholomew's Hospital en 1895. Il est devenu docteur en médecine en 1901.
En 1896, Albert Cook a accompagné une mission de la Church Missionary Society en Ouganda, où il a fondé en 1897 à Kampala Mengo Hospital (en), le plus ancien hôpital d'Afrique orientale encore en activité. En 1899, il y a été rejoint par son frère John Howard Cook (en), chirurgien et ophtalmologiste (1872-1946). Albert Cook a épousé en 1900 Katharine Timpson, une infirmière missionnaire, avec laquelle il a eu deux filles et un fils.

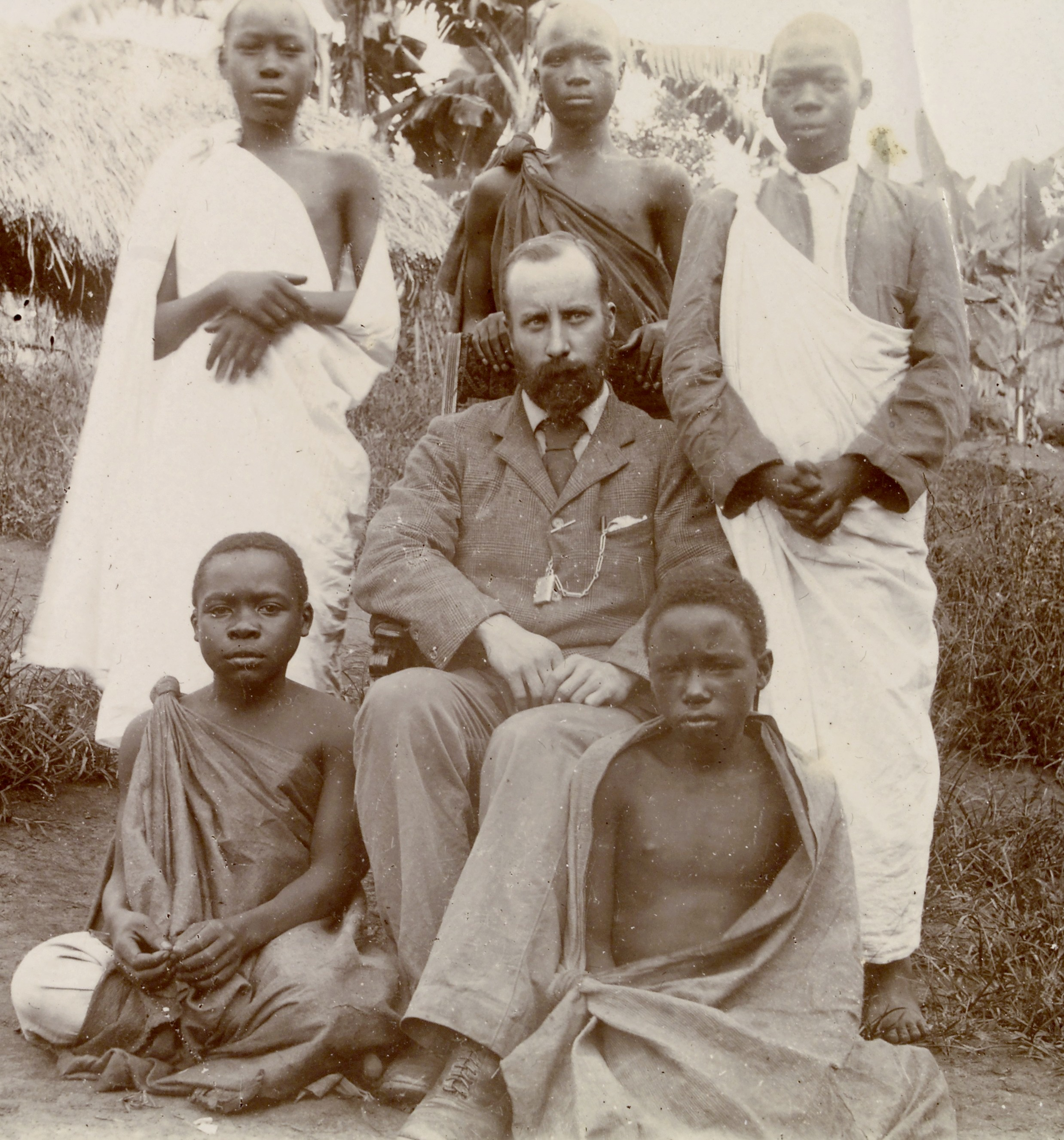
Albert Ruskin Cook en Ouganda en 1897.

Katharine Timpson a été l'infirmière en chef de Mengo Hospital (en) de 1897 à 1911, surintendante générale des sages-femmes et inspectrice des centres obstétriques locaux. Elle a participé à la fondation de l'école de sages-femmes Lady Coryndon Maternity Training School et a fondé l'école d'infirmières en 1931.
Albert Cook se distingue parmi les médecins missionnaires pour ses efforts de formation de travailleurs médicaux africains. Sa femme et lui ont ouvert une école de sages-femmes à Mengo Hospital et rédigé un manuel d'obstétrique dans la langue locale, le ganda (Amagezi Agokuzalisa, publié par Sheldon Press à Londres). Albert Cook a commencé à former des assistants médicaux africains à Mulago pendant la Première Guerre mondiale et dans les années 1920 il a encouragé l'ouverture d'une école médicale formant les Africains au niveau défini par le gouvernement colonial comme « Asian sub-assistant surgeon » (littéralement : sous-assistant chirurgien asiatique). Cet établissement est devenu de son vivant une école de médecine à part entière.
Albert Cook a fondé en 1913 un centre de traitement pour les maladies vénériennes et la maladie du sommeil, qui est plus tard devenu Mulago Hospital (en). Il a été le président de la branche ougandaise de la British Medical Association (BMA) de 1914 à 1918, période durant laquelle il a fondé une école pour les assistants médicaux africains. Il a reçu l'ordre de l'Empire britannique en 1918, l'ordre de Saint-Michel et Saint-Georges en 1922 et a été anobli en 1932. Il a été à nouveau président de la branche ougandaise de la British Medical Association en 1936–37.
Lady Cook est morte en 1938 et Sir Albert Cook le 23 avril 1951 à Kampala.